# Ganiga, Mandya
Ganiga là một làng thuộc tehsil Mandya, huyện Mandya, bang Karnataka, Ấn Độ.